# La ragazza d'acciaio
La ragazza d'acciaio (The Iron Girl) è un film del 1994, diretto da Fabrizio De Angelis.

## Trama
Susan Plant, studentessa universitaria della Florida, viene rapita e violentata da una banda di motociclisti. Sconvolta dall'episodio, decide di prendere lezioni di kung fu da un maestro di arti marziali proveniente dalla Cina. In seguito assume lo pseudonimo di Ginger, diventa anche lei motociclista, e contro i suoi persecutori inaugura una vendetta personale.